# 26. Unterseebootsflottille
La 26. Unterseebootsflottille était la 26e flottille de sous-marins allemands de la Kriegsmarine pendant la Seconde Guerre mondiale.
Formée à Pillau en Russie en avril 1941 en tant que flottille d'entraînement (Ausbildungsflottille ), elle est placée sous le commandement du korvettenkapitän Hans-Gerrit von Stockhausen (en).
Elle est spécialisée dans la formation aux techniques de tir de torpilles (Torpedoschiessausbildung) pour les commandants (Kommandantenschiesslehrgang) comme la 25. Unterseebootsflottille.
Elle cesse toute activité en mai 1945 lors de la capitulation allemande.

## Affectations
- Avril 1941 à 1945 : Pillau ;
- 1945 à mai 1945 : Warnemünde.

## Commandement
| Nom                              | Grade            | Début        | Fin          |
| Hans-Gerrit von Stockhausen (en) | Korvettenkapitän | Avril 1941   | Janvier 1943 |
| Karl-Friedrich Merten            | Korvettenkapitän | Janvier 1943 | Avril 1943   |
| Helmut Brümmer-Patzig (en)       | Fregattenkapitän | Avril 1943   | Mars 1945    |
| Ernst Bauer                      | Korvettenkapitän | Avril 1945   | Mai 1945     |

## Unités
La flottille a reçu 7 unités (jusqu'en mai 1942, après 0) soit durant son service, comprenant des U-Boote de type VII B et C et de type IX.
Unités de la 26. Unterseebootsflottille :
- U-37
- U-46, U-48
- U-52
- U-80
- U-101
- U-351